# Jozef Lambrechts
Joseph Maria René Joanna Lambrechts (Berlaar, 23 augustus 1918 – aldaar, 9 februari 1963) was een Belgisch brouwer en politicus. Hij was burgemeester van Berlaar.

## Levensloop
Lambrechts was burgemeester van Berlaar van 1959 tot zijn dood. Hij volgde zijn vader Jules Lambrechts op als burgemeester. Na zijn dood werd zijn broer Albert Lambrechts in 1965 ook burgemeester van Berlaar.